# رضي أباد (قهاب صرصر)
رضي أباد (بالإنجليزية: Raziabad, Damghan)‏ هي مستوطنة تقع في إيران في قسم قهاب صرصر الريفي. يقدر عدد سكانها بـ 45 نسمة .